# Pappophorum
Genre
Pappophorum est un genre de plantes monocotylédones de la famille des Poaceae, sous-famille des Chloridoideae, originaire d'Amérique, qui comprend sept espèces acceptées.

## Étymologie
Le nom générique « Pappohorum  » dérive de deux racines grecques, πάππος, pappos (pappus) et φορός, phoros (porter), en référence aux lemmes qui portent des arêtes formant au sommet des épillets une couronne en forme de pappus. 

## Liste d'espèces
Selon World Checklist of Selected Plant Families (WCSP) (29 mars 2017) :
- Pappophorum bicolor E.Fourn. (1886)
- Pappophorum caespitosum R.E.Fr., Nova Acta Regiae Soc. Sci. Upsal., ser. 4 (1905)
- Pappophorum hassleri Hack., Bull. Herb. Boissier, sér. 2 (1904)
- Pappophorum krapovickasii Roseng. (1975)
- Pappophorum mucronulatum Nees (1829)
- Pappophorum pappiferum (Lam.) Kuntze (1898)
- Pappophorum philippianum Parodi, Notas Mus. La Plata (1943)